# Born to Run (pjesma)
"Born to Run" je pjesma Brucea Springsteena iz 1978. s njegova istoimenog albuma.

## Skladanje
Springsteen je napisao pjesmu početkom 1974. u Long Branchu u New Jerseyju. Godinu dana prije objavio je dva albuma koja su naišla na pohvale kritike, ali ne i na komercijalni uspjeh.
Napisana u prvom licu, pjesma je ljubavno pismo djevojci zvanoj Wendy koju protagonist očito voli, ali nema strpljenja. Međutim, Springsteen je istaknuo da je osnovna tema pjesme vrlo jednostavna: otići iz Asbury Parka.
U svojoj knjizi iz 1996., Springsteen kaže da, iako je početak pjesme napisan na gitari i vezao se za uvodni riff, završetak je dovršen na klaviru, instrumentu od kojeg se album Born to Run uglavnom sastojao.
U razdoblju prije objavljivanja Born to Run, Springsteen je postajao poznat po svojim epskim koncertnim nastupima. "Born to Run" bila je dio njegovih nastupa mnogo prije nego što se pojavila na albumu.
Prvi ju je snimio Allan Clarke iz britanskog sastava The Hollies, ali nije vidjela svjetlo dana dok je nije snimio sam Springsteen.

## Snimanje
Springsteen je prilikom snimanja pjesme stekao reputaciju perfekcionista. Proces snimanja i drugačije ideje za aranžman pjesme opisane su u dokumentarcu Wings For Wheels koji se 2005. našao u sklopu reizdanja albuma Born to Run 30th Anniversary Edition.
Pjesma je snimljena u 914 Sound Studios u Blauveltu u New Yorku usred stanki u turneji iz 1974., s tim da je dovršena 6. kolovoza, puno prije ostatka albuma. Izveli su je Ernest "Boom" Carter na bubnjevima i David Sancious na klavijaturama; njih će na ostatku albuma zamijeniti Max Weinberg i Roy Bittan i ostatak E Street Banda (koji u to vrijeme još nije bio potpisan na Springsteenovim albumima). Producenti pjesme bili su Springsteen i Mike Appel; kasnije te godine, kada je rad na albumu okončan, kao pomoćni producent doveden je Jon Landau.
Ranu verziju pjesme, s nešto izmijenjenim miksom, Appel je dao DJ-u Edu Sciakyju s WMMR-a iz Philadelphije početkom studenog 1974., a u roku od nekoliko tjedana podijeljena je i drugim radijskim postajama progresivnog rocka. Odmah je stekla popularnost, a uz nju su puštane druge pjesme sa Springsteenova prva dva albuma kako bi se povećalo zanimanje za objavljivanje novog.
Nakon objavljivanja u kolovozu 1975., pjesma i album su naišle na ogroman uspjeh za Springsteena vinuvši ga u zvijezde. Nakon velikog uspjeha, Springsteen se u istom tjednu pojavio na naslovnicama Timea i Newsweeka.

## Priznanja i počasti
Pjesma je zauzela 21. poziciju Rolling Stoneove liste 500 najvećih pjesama svih vremena, dok je na popisu "1001 najveća pjesma svih vremena" (2003.) časopisa Q završila na 920. poziciji. U istom je listi opisana kao pjesma "najbolja za junake radničke klase". Osim toga, našla se među 500 pjesama koje su oblikovale rock and roll Kuće slavnih rock and rolla.

## Pozicije na ljestvicama
"Born to Run" bio je prvi Springsteenov singl objavljen u cijelom svijetu, iako ispočetka nije postigao uspjeh kao u Sjedinjenim Državama. U SAD-u je često puštana na radijskim postajama orijentiranima na progresivni rock i albume. Singl je zauzeo 23. poziciju na Billboardovoj ljestvici Hot 100.

## Povijest koncertnih izvedbi
Pjesma je izvođena na gotovo svakom Springsteenovu grupnom koncertu od 1975. (iako nije uvrštena na Sessions Band Tour 2006.).
Pjesma je objavljena u koncertnim verzijama na pet albuma ili DVD-a:
- Na albumu Hammersmith Odeon London '75 s Born to Run Toura iz 1975. objavljenom 2006.
- Na albumu Live/1975-85 s Born in the U.S.A. Toura iz 1985., objavljenom 1985.
- Na albumu Bruce Springsteen & the E Street Band: Live in New York City s Reunion Toura 2000., objavljenom 2001.
- Na DVD-u Live in Barcelona s Rising Toura iz 2002., objavljenom 2003.

## Glazbeni videospotovi
"Born to Run" potječe iz razdoblja u kojem se nisu snimali spotovi pa ne postoji službeni video ili isječak.
1987. je na MTV-u i drugim kanalima objavljen video s koncertnom izvedbom "Born to Run" s Born in the U.S.A. Toura iz 1984. i 1985. koji je ujedinio razne izvedbe pjesme. Završava s riječima "Thank you" Springsteenovim obožavateljima.
Redatelj Meiert Avis 1988. je tijekom turneje Tunnel of Love Express snimio video akustične verzije pjesme.
Oba spota uključena su na kompilacijama
- Video Anthology / 1978-88
- The Complete Video Anthology / 1978-2000

## Vanjske poveznice
- Stihovi "Born to Run" na službenoj stranici Brucea Springsteena